# Eisenbahnverkehr in Frankfurt am Main

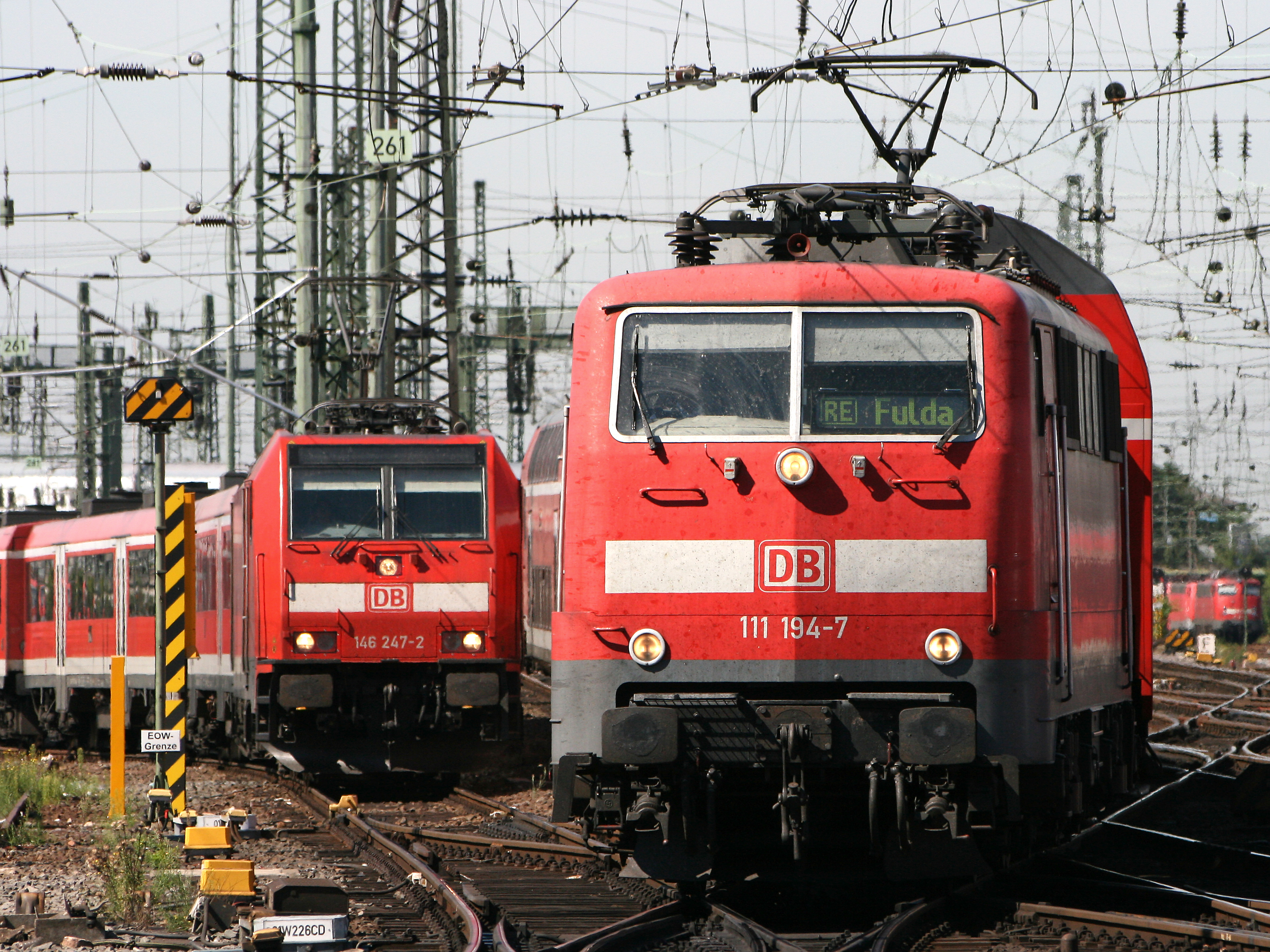
Zwei Nahverkehrszüge vor Frankfurt Hauptbahnhof

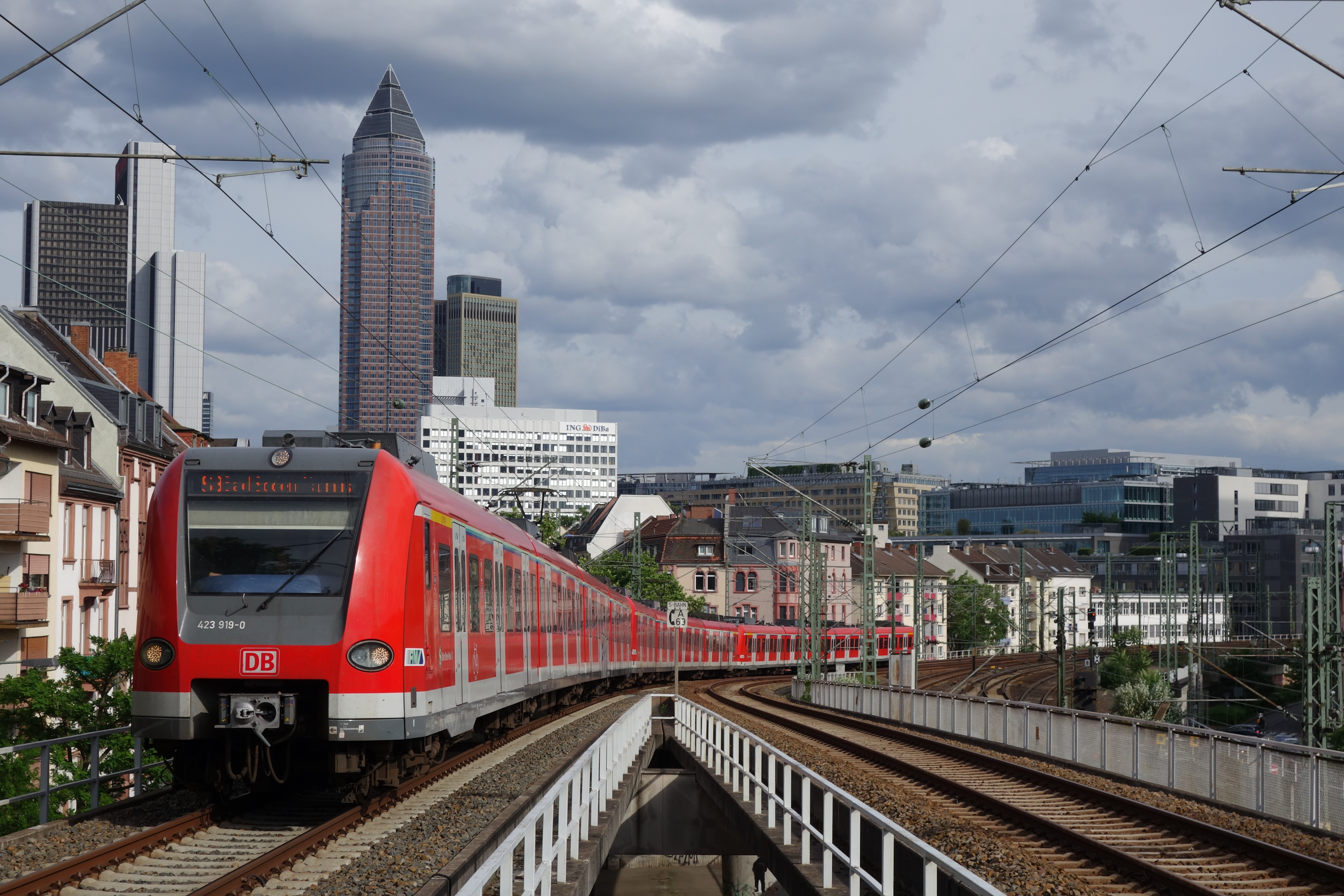
S-Bahn am Westbahnhof

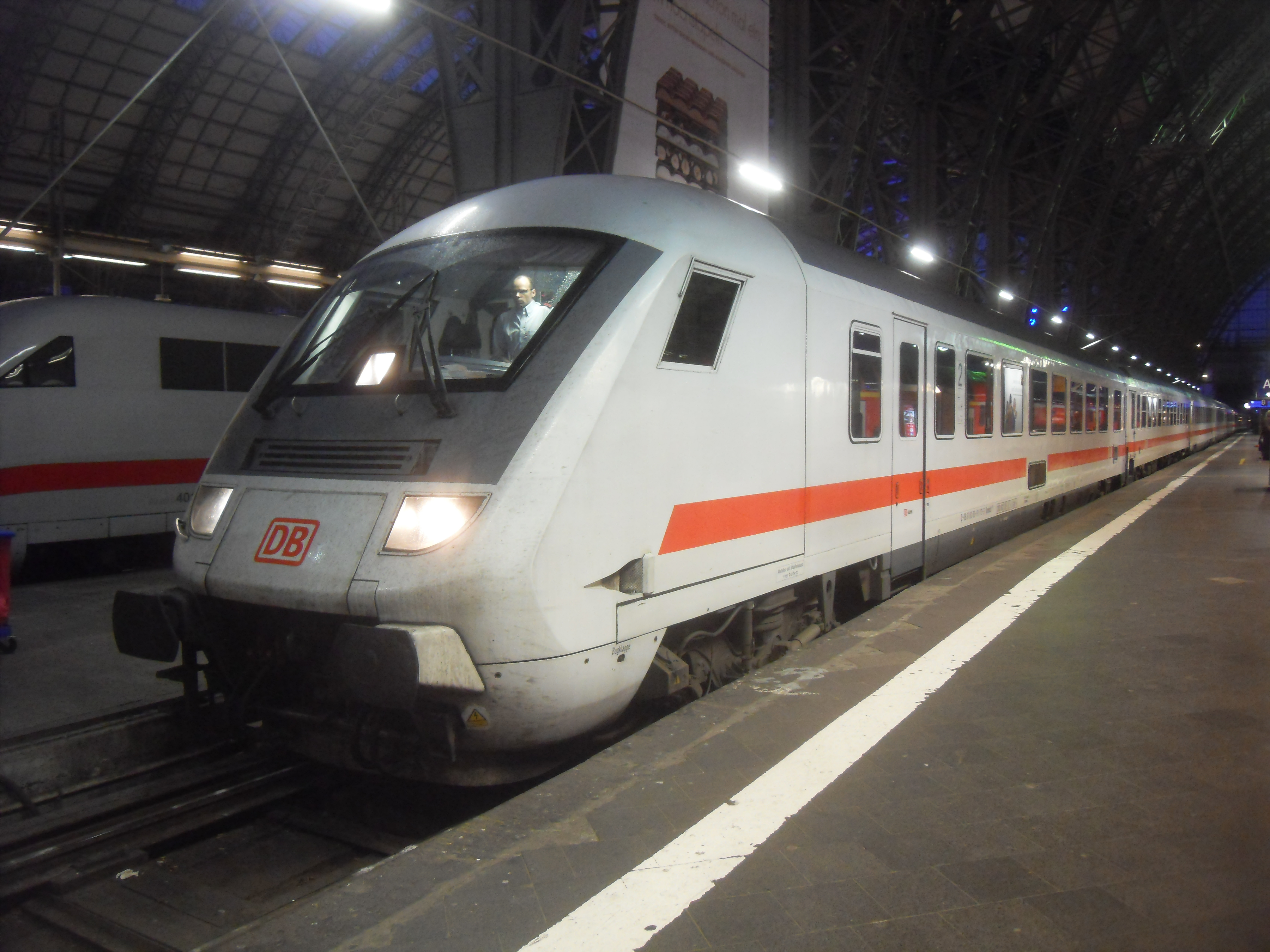
InterCity in Frankfurt Hbf

Frankfurt am Main wurde sehr früh ein wichtiger Verkehrsknotenpunkt im Schienenverkehr. Heute laufen 18 Eisenbahnstrecken auf Frankfurt zu. Die wichtigsten Betreiber von Eisenbahnen im Frankfurter Raum sind die Deutsche Bahn AG im Güter-, Fern- und Regionalverkehr (auch mit der S-Bahn Rhein-Main) und die Hessische Landesbahn.

## Eisenbahnbau im Frankfurter Raum

### Die Eisenbahn und die Kleinstaaterei

Kleinstaaterei im Frankfurter Raum bis 1866

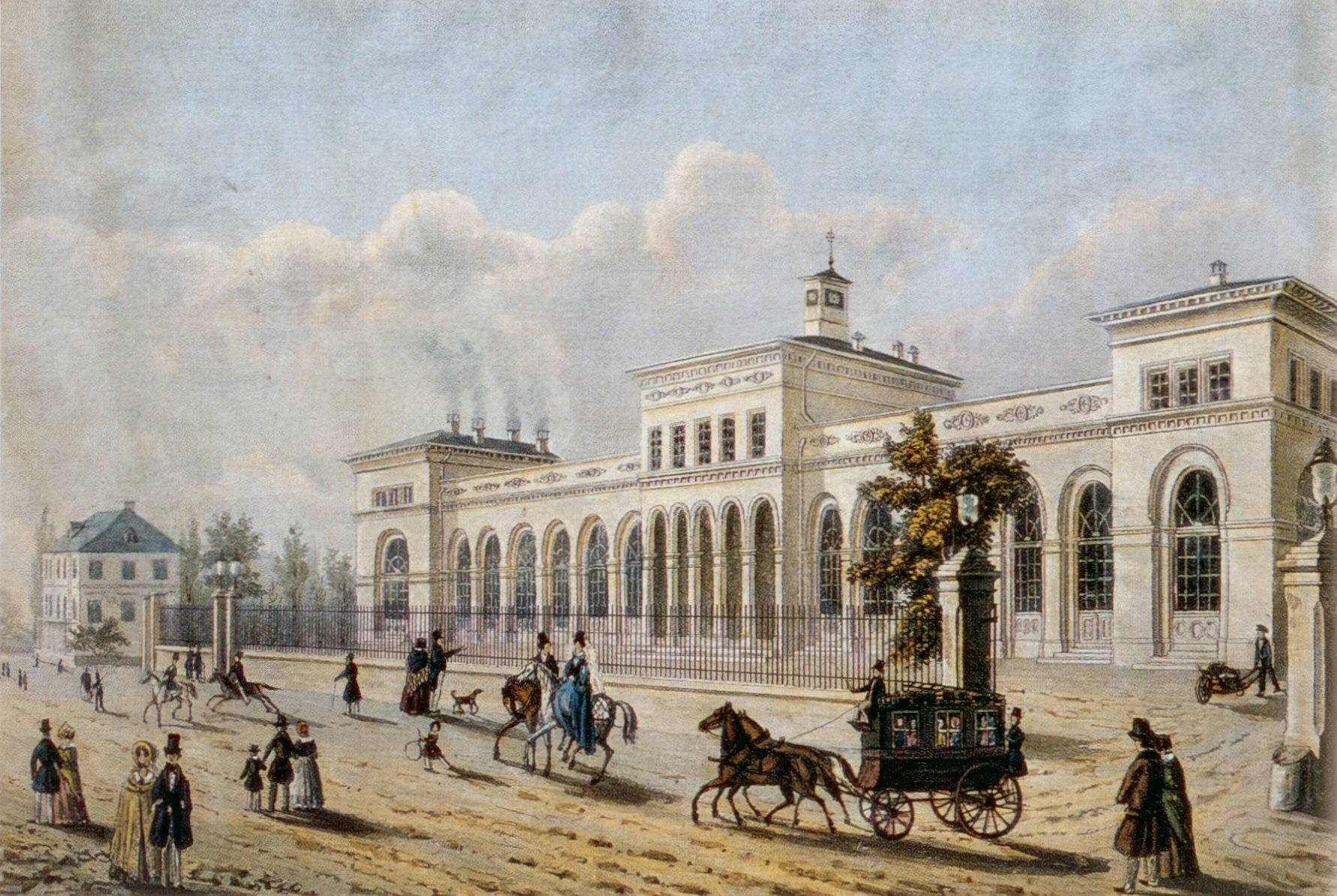
Der Taunusbahnhof, Frankfurts erster Bahnhof

Frankfurt ist seit 1839 Eisenbahnstadt. Die Kleinstaaterei prägte das Rhein-Main-Gebiet bis zum Ende des Deutschen Krieges 1866. Hier trafen auf engstem Raum fünf souveräne Staaten zusammen:
- Die Freie Stadt Frankfurt auf dem Territorium der früheren Freien Reichsstadt umfasste die meisten der heutigen Bezirke der Innenstadt, den Stadtwald und eine Reihe teilweise räumlich getrennte (Exklaven) Dörfer im Norden der Stadt.
- Das Großherzogtum Hessen-Darmstadt lag nördlich (Provinz Oberhessen, zum Beispiel Friedberg oder Vilbel) und südlich (Provinz Starkenburg, zum Beispiel Offenbach, Mainz) davon. Die beiden Provinzen waren nur durch das kleine Frankfurter Territorium voneinander getrennt. Hessen suchte lange nach einem Weg, seine beiden Provinzen durch eine Eisenbahn an Frankfurt vorbei, etwa über die hessische Stadt Offenbach miteinander zu verbinden.
- Das Kurfürstentum Hessen-Kassel lag vor allem östlich von Frankfurt (Hanau), ein Zipfel des kurhessischen Gebiets zog sich jedoch noch durch den Norden des heutigen Stadtgebiets bis in die damalige Stadt Bockenheim und behinderte damit Verbindungen von Frankfurt ins großherzoglich-hessische Oberhessen.
- Das Herzogtum Nassau lag westlich von Frankfurt (Höchst am Main, Vortaunus, Wiesbaden) und war vergleichsweise behinderungsfrei zu erreichen.
- Die winzige Landgrafschaft Hessen-Homburg mit dem wichtigen Badeort Bad Homburg vor der Höhe war trotz ihrer großen Nähe zu Frankfurt nur über das Gebiet von mindestens zwei weiteren Staaten zu erreichen, von denen insbesondere Nassau konkurrierende Kurstädte (Wiesbaden, Soden) betrieb und deswegen an einer günstigen Verbindung nach Homburg nicht interessiert war.

Der Bau von Eisenbahnstrecken wurde aufgrund von Neid und Konkurrenzdenken der Einzelstaaten teilweise stark behindert. Die Homburger Bahn etwa führte zur Zeit ihrer Errichtung durch vier Territorien, wobei sie insgesamt sechsmal deren Grenzen überschritt, weshalb sie im Volksmund „Sechs-Länder-Bahn“ genannt wurde.
Frankfurt wuchs trotzdem und dank seiner günstigen geografischen Lage zu einem bedeutenden Eisenbahnknotenpunkt heran. Maßgebend dafür war die traditionelle Funktion als Messe- und Handelsstadt und die politische Bedeutung als Sitz der Organe des Deutschen Bundes.
Die Bahnstrecken nach Frankfurt entstanden voneinander isoliert. Jede wurde von einer eigenen Gesellschaft betrieben und hatte ihren eigenen Endbahnhof. Betreiber waren entweder Privatunternehmen oder eine Gesellschaft in gemeinsamem Staatsbesitz der betroffenen Länder, eine „gemeinsame Staatsbahn“ oder Kondominalbahn.
| Name | Eröffnung | Staaten*          | Ausgangsbahnhof     | Verlauf                                        | Anmerkung |
| --- | --------- | ----------------- | ------------------- | ---------------------------------------------- | --- |
| Taunus-Eisenbahn | 1839      | FSF, HN, GHD      | Taunusbahnhof       | Höchst, Mainz, Wiesbaden                       | Schon an der von Paul Camille von Denis gebauten ersten Bahnstrecke der Region von Frankfurt in die nassauische Residenzstadt Wiesbaden waren drei Staaten beteiligt: neben Frankfurt und Nassau auch das Großherzogtum Hessen, dessen größte Stadt Mainz auf rechtsrheinischer Seite ihren ersten Bahnhof erhielt. Betreiberin war eine private Eisenbahngesellschaft. Die Strecke erreichte 1839 Hattersheim und wurde 1840 vollendet. |
| Main-Neckar-Bahn | 1846      | FSF, GHD, Baden   | Main-Neckar-Bahnhof | Darmstadt, Heidelberg                          | Eigentümer waren die drei beteiligten Staaten. Der Main-Neckar-Bahnhof und die dazugehörige alte Main-Neckar-Brücke wurden erst zwei Jahre nach der gleichnamigen Strecke fertiggestellt. Bis dahin musste die Main-Neckar-Bahn vorübergehend den Bahnhof Sachsenhausen als Frankfurter Endpunkt nutzen. In Heidelberg bestand die Möglichkeit auf die bereits bestehende – allerdings breitspurige – Badische Hauptbahn umzusteigen. |
| Sodener Bahn | 1847      | HN                | Höchst              | Soden                                          | Die älteste Nebenbahn in Deutschland führte ab 1847 vom an der Taunusbahn gelegenen Städtchen Höchst in den damals weltberühmten Badeort Soden. Bauherrin war die Sodener Actien-Gesellschaft, den Betrieb führte dann allerdings die Taunus-Eisenbahn-Gesellschaft. |
| Frankfurt-Offenbacher Eisenbahn | 1848      | FSF, GHD          | Sachsenhausen       | Offenbach                                      | Auch die Frankfurt-Offenbacher Eisenbahn war bereits 1847 fertiggestellt, musste aber aufgrund ungünstiger Verträge mit der Main-Neckar-Bahn sowohl ihren Bahnhof als auch ihre bereits gelieferten Lokomotiven an diese abgeben, bis diese ihren eigenen Main-Neckar-Bahnhof fertigstellen konnte. Den durfte diese hessisch-frankfurter Kondominalbahn dann sogar mitbenutzen. Die Betriebsaufnahme im März 1848 war allerdings nicht geplant und wurde durch revolutionäre Offenbacher Bürger erzwungen. Mit der Eröffnung der Bebraer Bahn 1873 verlagerte sich der Verkehr auf diese und die FOE hatte nun tatsächlich nur noch lokale Bedeutung.                     |
| Frankfurt-Hanauer Eisenbahn-Gesellschaft | 1848      | FSF, KHK          | Hanauer Bahnhof     | Hanau, Aschaffenburg                           | Die FHE war eine private Bahngesellschaft unter Führung der Bankiers Bethmann (Frankfurt) und Bernus du Fay (Hanau). Bis zum Anschluss an die staatliche bayerische Ludwigs-Westbahn 1859 war sie ein Inselbetrieb. 1859 erhielt sie durch die Verbindungsbahn auch Anschluss zu den Frankfurter Westbahnhöfen. Die Hessische Ludwigsbahn führte seit 1863 den Betrieb auf der FHE und kaufte 1872 auch deren Betreibergesellschaft. |
| Main-Weser-Bahn | 1850      | FSF, GHD, KHK     | Main-Weser-Bahnhof  | Bockenheim, Friedberg, Gießen, Marburg, Kassel | Der Bau der Main-Weser-Bahn, einer weiteren gemeinsamen Staatsbahn, wurde an beiden Streckenenden begonnen. Das Frankfurter Ende wurde 1850 bis Friedberg eröffnet und noch im selben Jahr bis Butzbach verlängert. 1852 erfolgte bei Gießen der Lückenschluss und der durchgehende Verkehr bis Kassel. In Zeiten der Kleinstaaterei hielt die Main-Weser-Bahn den Rekord, allein bis Gießen elfmal eine Staatsgrenze zu überqueren. In Kassel bestand Anschluss an die Carlsbahn nach Bad Karlshafen sowie zur Friedrich-Wilhelms-Nordbahn nach Westfalen und Thüringen.                                                                                                  |
| Verbindungsbahn | 1859      | FSF               |                     |                                                | Die bis heute stadteigene Verbindungsbahn verläuft auf dem nördlichen Mainufer. Ihre Aufgabe war die Verbindung der Hanauer Bahn mit den Westbahnhöfen. Betreiberin war zunächst die FHE, ab 1863 (wie bei dieser) die Hessische Ludwigsbahn. 1869–1873, 1880–1913 und im Sommer/Herbst 1945 fand auf der Verbindungsbahn auch Personenverkehr statt. |
| Homburger Bahn | 1860      | FSF, GHD, HN, LHH | Main-Weser-Bahnhof  | Rödelheim, Oberursel, Homburg                  | Für den Bau dieser nur 18 km kurzen Strecke mussten in Zeiten der Kleinstaaterei vier Staaten ihre Zustimmung geben. Da ein fünfter, Kurhessen, seine verweigerte, musste die dortige Stadt Bockenheim, obwohl dorthin ja bereits die Main-Weser-Bahn verlief und die Betreiberin Homburger Eisenbahn-Gesellschaft (HEG) deren Bahnhof nutzte, westlich umgangen werden, um über die Gleise der Taunusbahn und eine Verbindungskurve am Rebstock das hessen-darmstädtische Rödelheim zu erreichen. Die Blockaden und Eifersüchteleien der Anliegerstaaten verzögerten den Bau dieser kurzen Bahnstrecke um 24 Jahre. 1880 wurde die HEG an den preußischen Staat verkauft. |
| Mainbahn | 1863      | FSF, GHD          | Main-Neckar-Bahnhof | Kelsterbach, Bischofsheim, Mainz               | Die Strecke nach Mainz wurde weniger durch die Politik als durch die Geographie behindert. Die 1858 eröffnete Rhein-Main-Bahn führte von Aschaffenburg fast ausschließlich über hessen-darmstädtisches Gebiet und Darmstadt Ludwigsbahnhof an das Mainz gegenüber liegende Rheinufer, von wo mithilfe des Trajekts Mainz–Gustavsburg über den Fluss gesetzt wurde. Das Trajekt wurde erst Ende 1862 durch eine neue Brücke abgelöst. Das Großherzogtum Hessen hatte Interesse an einer Verbindung seiner größten Stadt mit Frankfurt, weshalb dieses Projekt ausnahmsweise keine politische Behinderungen erlebte. Betreiberin war die Hessische Ludwigsbahn.              |
| |           |                   |                     |                                                | |
| * FSF: Freie Stadt Frankfurt. GHD: Großherzogtum Hessen (Darmstadt). KHK: Kurfürstentum Hessen (Kassel). HN: Herzogtum Nassau (Wiesbaden). LHH: Landgrafschaft Hessen-Homburg. |           |                   |                     |                                                | |

### Preußische Zeit

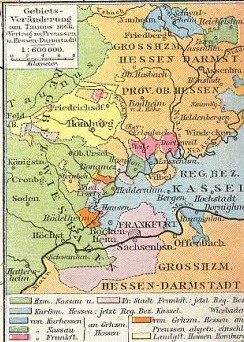
Preußisch-Hessischer Gebietstausch 1886

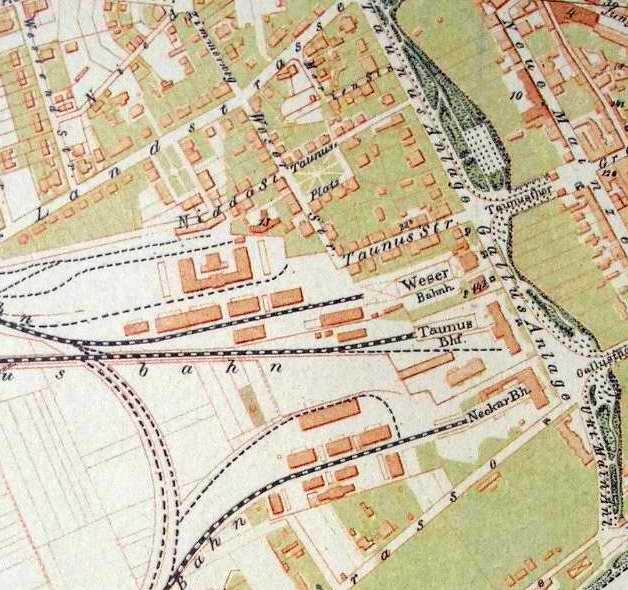
Die Westbahnhöfe vor 1888

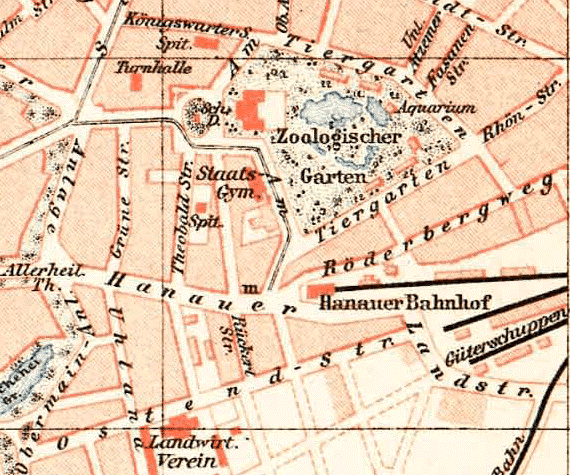
Der Hanauer Bahnhof, 1893

Nach dem Deutschen Krieg 1866 besetzte und annektierte das Königreich Preußen die Freie Stadt Frankfurt, das Herzogtum Nassau und das Kurfürstentum Hessen. Preußen fasste seine Kriegsbeute in einer neuen Provinz Hessen-Nassau zusammen und schloss mit dem ebenfalls unterlegenen Großherzogtum Hessen einen Vertrag über einen umfangreichen Gebietsaustausch zu seinen Gunsten. Durch diesen wurden die meisten staatlichen Exklaven im Frankfurter Raum beseitigt. Preußen erhielt von Hessen die erst wenige Monate zuvor an Hessen gefallene Landgrafschaft Hessen-Homburg sowie die Exklaven Rödelheim und Niederursel. Hessen-Darmstadt bekam im Gegenzug diverse ehemals nassauische, frankfurter und kurhessische Exklaven, was sein Gebiet vor allem in der Wetterau deutlich abrundete. Außer der Provinz Oberhessen, die nach wie vor keine Landverbindung zum restlichen Großherzogtum besaß, und der kleinen Vortaunusgemeinde Steinbach gab es im Frankfurter Raum nun keine Exklaven mehr. Dies und die 1871 folgende Reichsgründung erleichterten auch Bau und Betrieb von Eisenbahnen erheblich. So verlief zum Beispiel die von der Kleinstaaterei so schwer behinderte Homburger Bahn nun komplett auf preußischem Gebiet und erhielt 1884 nun die direkte Verbindung über Bockenheim, um die sie sich fast 50 Jahre lang vergeblich bei den – nun nicht mehr existierenden – kurhessischen Behörden bemüht hatte.
Der Eisenbahnbau war zum Zeitpunkt der Annexionen durch Preußen noch keineswegs abgeschlossen. Es fehlten sogar noch Fernstrecken. So war es zum Beispiel dem Kurfürstentum Hessen während der gesamten Zeit seiner Existenz nicht gelungen, seine beiden größten Städte, Kassel und Hanau, über eigenes Territorium miteinander zu verbinden. Auch der Regionalverkehr in den Taunus war noch ausbaufähig.
Auch betrieblich wurde nun vieles einfacher, weil an der Main-Weser-Bahn nur noch zwei Staaten beteiligt waren und die private Hessische Ludwigsbahn durch Kauf und Neubau immer mehr Strecken unter ihre Kontrolle brachte.
Das größte Bauprojekt innerhalb der Stadt war jedoch der Bau des seit längerer Zeit geplanten Centralbahnhofs. Ursprünglich auf dem Gelände der Westbahnhöfe geplant, wurde er dann in den 1880er Jahren 600 Meter weiter westlich errichtet, wofür vor allem die Zulaufstrecken der Main-Weser- und Main-Neckar-Bahn verlegt werden und für die letztere sogar eine neue Mainbrücke errichtet werden musste.
Ab 1897 war der Betrieb aller Hauptbahnen im Rhein-Main-Gebiet in einer Hand vereinigt, nachdem die Ludwigsbahn verstaatlicht und die Großherzoglich Hessischen Staatseisenbahnen in der Preußisch-Hessischen Eisenbahngemeinschaft mit den Preußischen Staatseisenbahnen vereinigt wurden und die bis zur Gründung der Deutschen Reichsbahn 1920 den Regional- und Fernverkehr allein durchführten.
| Name                  | Eröffnung | Ausgangsbahnhof                                                                | Verlauf | Anmerkung |
| --------------------- | --------- | ------------------------------------------------------------------------------ | --- | --- |
| Bebraer Bahn          | 1868      | Main-Neckar-Bahnhof                                                            | Bebraer Bahnhof, Hanau-Ost, Fulda, Bebra ff.                                                                  | Nur zwei Jahre nach der Annexion konnte Preußen das langjährige kurhessische Eisenbahnprojekt Bebra–Fulda–Hanau–Frankfurt vollenden. Bis zur Eröffnung der Steinheimer Mainbrücke 1873 wurden die Bebraer Züge über die Hanauer und Verbindungsbahn zu den Westbahnhöfen geführt.                                                                                                |
| Kronberger Bahn       | 1874      | Main-Weser-Bahnhof                                                             | Rödelheim, Kronberg                                                                                           | Diese Vorortbahn in den Taunus diente damals wie heute dem Ausflugs- und Pendlerverkehr. Anfangs begannen die Züge in Rödelheim, bald jedoch zeigte sich Bedarf für durchgehende Züge. Die private Cronberger Eisenbahn-Gesellschaft wurde 1914 verstaatlicht. |
| Main-Lahn-Bahn        | 1877      | Main-Neckar-Bahnhof                                                            | Höchst, Niedernhausen, Limburg                                                                                | Diese von der Hessischen Ludwigsbahn errichtete Hauptstrecke nutzte den Taunusübergang bei Camberg, um Frankfurt mit Köln zu verbinden. Der Bau wurde aber nach dem ersten Abschnitt bis Limburg nicht weiter verfolgt. In Eschhofen besteht Anschluss zur Lahntalbahn Gießen–Koblenz. 1879 wurde die Zweigstrecke von Niedernhausen nach Wiesbaden, die Ländchesbahn, eröffnet. |
| Riedbahn              | 1879      | Bahnhof Goldstein                                                              | Groß-Gerau, Riedbahnhof Mannheim                                                                              | Die ebenfalls von der Ludwigsbahn errichtete Riedbahn sollte eigentlich Darmstadt mit Worms verbinden. Die Abzweigungen nach Mannheim und Frankfurt erwiesen sich jedoch bald als sehr erfolgreiche Konkurrenz zur parallel verlaufenden staatlichen Main-Neckar-Bahn. |
| Frankfurter Waldbahn  | 1889      | Bahnhof Untermainbrücke                                                        | Frankfurt-Sachsenhausen – Neu-Isenburg, Niederrad und Schwanheim sowie Anschluss an Main-Neckar- und Mainbahn | Ab 1899 von der Stadt Frankfurt übernommen, ab 1925 in die Straßenbahn Frankfurt am Main eingegliedert. |
| Rodgaubahn            | 1896      | Offenbach Hbf                                                                  | Bieber, Ober-Roden, Dieburg                                                                                   | Die Vorortstrecke aus dem südöstlichen Rhein-Main-Gebiet mit der Zweigstrecke aus Dietzenbach verband dieses Gebiet mit der schnellwachsenden Industriestadt Offenbach und über diese mit Frankfurt. |
| Königsteiner Bahn     | 1902      | Höchst                                                                         | Kelkheim, Königstein                                                                                          | Nach Soden (1847), Homburg (1860) und Kronberg (1874) sowie den Straßenbahnen der Frankfurter Lokalbahn nach Homburg und Oberursel-Hohemark (1899) erhielt Königstein als letzter Kur-, Villen- und Ausflugsort im Vortaunus einen Bahnanschluss. Ausgangspunkt war zeitweise der Bahnhof Höchst, zeitweise der Hauptbahnhof.                                                    |
| Dreieichbahn          | 1905      | Buchschlag                                                                     | Sprendlingen, Dreieichenhain, Ober-Roden                                                                      | Die in Buchschlag von der Main-Neckar-Bahn abzweigende Dreieichbahn erschloss das südliche Umland. |
| Niddertalbahn         | 1907      | Bad Vilbel                                                                     | Heldenbergen-Windecken, Stockheim                                                                             | Durch die Wetterau in den Vogelsberg führte diese in Bad Vilbel von der Main-Weser-Bahn abzweigende Strecke. |
| Frankfurter Lokalbahn | 1910      | Frankfurt, Gallusanlage (Gemeinschaftsverkehr mit der Städtischen Straßenbahn) | Frankfurt-Heddernheim – Bad Homburg/Oberursel – Hohemark                                                      | Ab 1968 in die U-Bahn-Strecke A einbezogen: Linien U2, U3 |

## Siehe auch

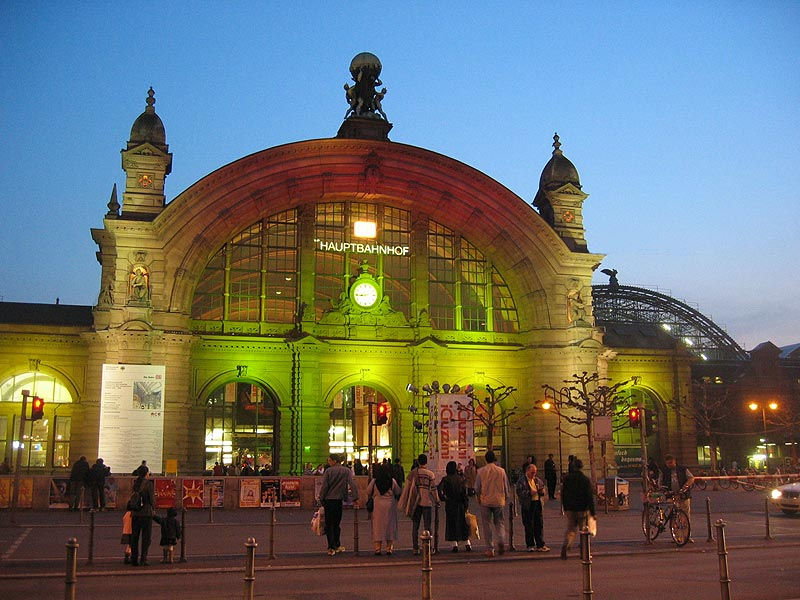
Der Hauptbahnhof

## Heutige Bahnstrecken ab Frankfurt
| Name                        | Strecken- nummer                       | KBS                                    | Eröff- nung | Verlauf | Anmerkung |
| --------------------------- | -------------------------------------- | -------------------------------------- | ----------- | --- | --- |
| Taunus-Eisenbahn            | 3603                                   | 645.1                                  | 1839        | Frankfurt Hbf – Wiesbaden Hauptbahnhof                                                                            | Hier fahren Regionalbahnen, RE und Güterverkehr, ab F-Höchst auch S-Bahnen der Linie S1 |
| Main-Lahn-Bahn              | 3610                                   | 627, 645.2                             | 1877        | Frankfurt Hbf – Limburg an der Lahn                                                                               | Hier fahren Regionalbahnen (RB), RE u. Güterzüge. Zwischen F-Höchst und Bf Niedernhausen fahren auch S-Bahnen Linie S2. |
| Königsteiner Bahn (K-Bahn)  | 9360                                   | 646                                    | 1902        | Frankfurt Hbf – Königstein im Taunus                                                                              | S-Bahn-ähnlicher Vorortverkehr mit Dieseltriebwagen; Betriebsführung: HLB |
| Sodener Bahn                | 3640                                   | 643                                    | 1847        | Frankfurt-Höchst – Bad Soden am Taunus                                                                            | Älteste Nebenbahn Deutschlands; Betriebsführung: HLB |
| Kronberger Bahn             | 3615                                   | 645.3; 645.4                           | 1874        | Frankfurt-Rödelheim – Kronberg                                                                                    | Hier fahren S-Bahn-Linien S3 (bis Niederhöchstadt) und S4 |
| Limesbahn                   | 3641                                   | 645.3                                  | 1972        | Niederhöchstadt – Bad Soden                                                                                       | S3 |
| Homburger Bahn              | 3611                                   | 637; 645.5                             | 1860        | Frankfurt (Main) West – Friedrichsdorf                                                                            | Die S-Bahn-Linie S5 fährt über Westbahnhof, die Linie RB 15 direkt vom Hauptbahnhof nach Grävenwiesbach bzw. Brandoberndorf |
| Frankfurter Lokalbahn       | heutige A-Strecke der U-Bahn Frankfurt | heutige A-Strecke der U-Bahn Frankfurt | 1910        | Frankfurt-Heddernheim – Bad Homburg/Oberursel                                                                     | Ehemalige Kleinbahn; bis 1982 Eisenbahn(güter-)verkehr; heute U-Bahn-Strecke A – Linien U2, U3 |
| Main-Weser-Bahn             | 3900                                   | 630; 645.6                             | 1850        | Frankfurt Hbf – Kassel                                                                                            | Hier fährt die S-Bahnlinie S6 bis Friedberg; zudem wird der gesamte Verkehr nach Mittelhessen (Gießen, Marburg und Wetzlar) mittels Regionalexpress-Zügen hier gefahren, dazu kommt die ICE-Linie (Stralsund-)Rostock-Hamburg-Hannover-Kassel-Marburg-Frankfurt-Darmstadt-Karlsruhe, außerdem eine wichtige Linie des Güterverkehrs. Der viergleisige Ausbau bis Bad Vilbel ist im Bau und bis Friedberg geplant. |
| Frankfurt Süd–Aschaffenburg | 3660                                   | 349;351; 640                           | 1848        | Frankfurt Süd – Hanau Hbf – Aschaffenburg Hbf (zwischen Frankfurt und Hanau nordmainisch)                         | Die Strecke dient dem Güter-, Regional- und Fernverkehr; Trasse einer künftigen nordmainischen S-Bahn (S7). Ein viergleisiger Ausbau im Rahmen der Nordmainischen S-Bahn zwischen Bahnhof Frankfurt (Main) Ost und Hanau ist geplant. |
| Frankfurt–Göttingen         | 3600 3680                              | 349; 351; 615; 645.8; 645.9            | 1873        | Frankfurt Hbf – Hanau Hbf – Fulda – Bebra – Göttingen (zwischen Frankfurt und Steinheimer Mainbrücke südmainisch) | Fern- und Regionalverkehr; S-Bahn – heute im Tunnel durch Offenbach in anderer Lage – auf eigener Trasse (3680), ab Offenbach Ost parallel auf eigenem Gleis |
| Frankfurter Waldbahn        | heute Teil der Frankfurter Straßenbahn | heute Teil der Frankfurter Straßenbahn | 1889        | Frankfurt-Sachsenhausen – Neu-Isenburg                                                                            | ehemals Kleinbahn durch den Stadtwald, ab 1925 auf Straßenbahnbetrieb umgestellt. |
| Main-Neckar-Bahn            | 3601 3688 3655                         | 645.3; 645.4; 647; 650                 | 1846        | Frankfurt Hbf – Heidelberg Hauptbahnhof                                                                           | Wichtige Strecke des Güter-, Regional- und Fernverkehrs; S 3 und S 4 sowie Dreieichbahn je auf eigener Trasse |
| Riedbahn                    | 4010                                   | 645.7; 655                             | 1879        | Frankfurt Hbf – Mannheim Hauptbahnhof                                                                             | Hauptachse des Fernverkehrs zwischen Frankfurt und Mannheim, wichtige Strecke des Güter- und Regionalverkehrs; S 7 bis Riedstadt-Goddelau |
| Mainbahn                    | 3520                                   | 471; 645.8; 645.9                      | 1863        | Mainz Hauptbahnhof – Frankfurt Hbf                                                                                | Wichtige Strecke des Güter-, Regional- und Fernverkehrs; S 8 und S 9 ab Kelsterbach mit Regionalbahnen auf eigenem Gleis |
| NBS Frankfurt–Köln          | 2690                                   | 472                                    | 1999        | Flughafen-Fernbahnhof – Köln                                                                                      | Schnellfahrstrecke über Limburg für 300 km/h |
| Städtische Verbindungsbahn  |                                        | ohne Planverkehr                       | 1859        | Frankfurt-Griesheim – Frankfurter Osthafen                                                                        | Betreiber: Hafenbetriebe der Stadt Frankfurt am Main; Museumsverkehr durch die Historische Eisenbahn Frankfurt |
| Flughafenbahn               | 3683                                   | 471; 645.8; 645.9                      | 1972        | Frankfurt Hbf – Kelsterbach                                                                                       | Regional- und S-Bahn-Verkehr: S 8 und S 9, bis 1999 auch IC. |